# KkStB 39 sorozatú szerkocsi
A kkStB 39 sorozatú szerkocsi egy szerkocsitípus volt az osztrák cs. kir. Államvasutaknál (kkStB), melyek eredetileg Kaiser Franz-Josephs-Bahn-tól (KFJB) származtak.
A KFJB ezeket a szerkocsikat 1883/84-ben szerezte be a Ringhoffer Vagongyártól Prága-Smichov-ból.
Az államosítás után a kkStB a szerkocsikat a 39 szerkocsi sorozat-ba sorolta. Mindvégig a KFJB (kkStB 72) eredetű mozdonyokkal maradtak kapcsolva.

## Fordítás
- Ez a szócikk részben vagy egészben  a   kkStB Tenderreihe 39 című német Wikipédia-szócikk fordításán alapul.  Az eredeti cikk szerkesztőit annak laptörténete sorolja fel. Ez a jelzés csupán a megfogalmazás eredetét és a szerzői jogokat jelzi, nem szolgál a cikkben szereplő információk forrásmegjelöléseként. Az eredeti szócikk forrásai szintén ott találhatóak.